# Canadese eskimohond

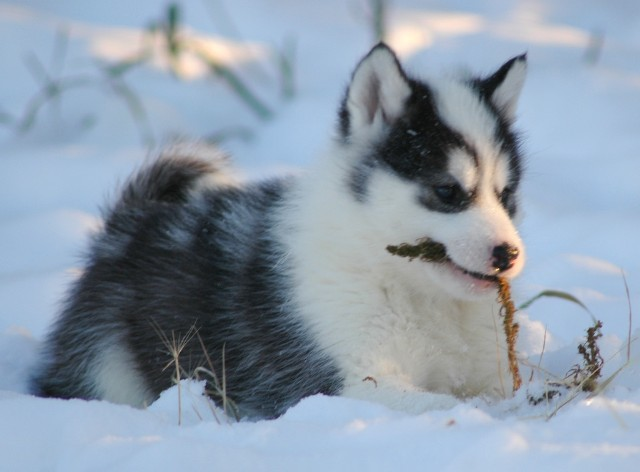
Een jonge Canadese Inuithond

De Canadese eskimohond of Canadese inuithond is een werkhondras uit het noordpoolgebied. Andere namen zijn onder meer qimmiq of qimmit. De Groenlandse hond is genetisch identiek.
Het ras wordt met uitsterven bedreigd, met een schatting in 2008 van slechts 300 rashonden. Hoewel het ooit door Inuit in het Canadese Noordpoolgebied als de geprefereerde transportmethode werd gebruikt, werden in de jaren zestig traditionele werkhondenteams steeds zeldzamer in het noorden. Bijdragende factoren aan de achteruitgang van het ras zijn onder meer de toenemende populariteit van sneeuwscooters voor transport en de verspreiding van besmettelijke hondenziekten. Er is controverse rond de opzettelijke moord op een bediscussieerd aantal Inuit-sledehonden tussen 1950 en 1970 door de Royal Canadian Mounted Police, evenals recente pogingen om de populatie van het ras te vergroten.